# Aj Ne' Yohl Mat
Aj Ne' Yohl Mat, aussi connu sous les noms de Ah Lawal Mat et Aahc-Kan, est un « ajaw » (souverain) de la cité maya de Palenque qui a régné du 4 janvier 605 jusqu'à sa mort le 11 août 612.